# Sean Monahan
Sean Monahan (ur. 12 października 1994 w Brampton) – kanadyjski hokeista występujący na pozycji środkowego napastnika w Calgary Flames z National Hockey League (NHL).

## Kariera
Sean Monahan został wybrany przez Calgary Flames z 6. numerem w pierwszej rundzie NHL Entry Draft 2013. W lipcu 2013 strony uzgodniły warunki pierwszego, 3-letniego kontraktu zawodnika w NHL. W sierpniu 2016 Monahan podpisał długoterminowy, 7-letni kontrakt z Flames warty 44,625 mln dolarów.

## Statystyki

### Sezon zasadniczy i play-off
| 2010–11     | Ottawa 67’s    | OHL         | 65  | 20  | 27  | 47  | 32 | 4  | 2 | 2 | 4  | 0  |
| 2011–12     | Ottawa 67’s    | OHL         | 62  | 33  | 45  | 78  | 38 | 18 | 8 | 7 | 15 | 12 |
| 2012–13     | Ottawa 67’s    | OHL         | 58  | 31  | 47  | 78  | 24 | –  | – | – | –  | —  |
| 2013–14     | Calgary Flames | NHL         | 75  | 22  | 12  | 34  | 8  | –  | – | – | –  | —  |
| 2014–15     | Calgary Flames | NHL         | 81  | 31  | 31  | 62  | 12 | 11 | 3 | 3 | 6  | 2  |
| 2015–16     | Calgary Flames | NHL         | 81  | 27  | 36  | 63  | 18 | –  | – | – | –  | —  |
| 2016–17     | Calgary Flames | NHL         | 82  | 27  | 31  | 58  | 20 | 4  | 4 | 1 | 5  | 0  |
| 2017–18     | Calgary Flames | NHL         | 74  | 31  | 33  | 64  | 24 | –  | – | – | –  | –  |
| NHL łącznie | NHL łącznie    | NHL łącznie | 393 | 138 | 143 | 281 | 82 | 15 | 7 | 4 | 11 | 2  |

### Międzynarodowe
| Rok                | Drużyna            | Turniej            | Wynik              | M  | G | A | Pkt | Min |
| ------------------ | ------------------ | ------------------ | ------------------ | -- | - | - | --- | --- |
| 2011               | Canada Ontario     | U17                | 1st                | 5  | 3 | 2 | 5   | 2   |
| 2012               | Kanada             | IH18               | 1st                | 5  | 2 | 1 | 3   | 12  |
| 2014               | Kanada             | MŚ                 | 5                  | 7  | 0 | 2 | 2   | 2   |
| Juniorskie łącznie | Juniorskie łącznie | Juniorskie łącznie | Juniorskie łącznie | 10 | 5 | 3 | 8   | 14  |
| Seniorskie łącznie | Seniorskie łącznie | Seniorskie łącznie | Seniorskie łącznie | 7  | 0 | 2 | 2   | 2   |